# 文公庙
文公庙即文公阙里，位于江西省婺源县东门街，是祭祀朱熹的场所，于元后至元年（1335 年）建成，由婺源知州于文传在朱熹故居遗址上建立，位于城南明道坊，此后多次重建。清雍正年间文公庙火灾后，迁址到东门旧察院重建。文庙前立五座牌坊：中间的“文公阙里”坊，左右两侧分别为“修德”坊、“凝道”坊、“景星庆云”坊、“泰山乔岳”坊。文革中，拆除文公庙。
2018年婺源重建文公庙，10月23日举行落成典礼。